# Клементон (Нью-Джерсі)
Клементон (англ. Clementon) — місто (англ. borough) в США, в окрузі Кемден штату Нью-Джерсі. Населення — 5338 осіб (2020).

## Географія
Клементон розташований за координатами 39°48′11″ пн. ш. 74°59′3″ зх. д. / 39.80306° пн. ш. 74.98417° зх. д. (39.803179, -74.984209).  За даними Бюро перепису населення США в 2010 році місто мало площу 5,11 км², з яких 4,96 км² — суходіл та 0,15 км² — водойми.

## Демографія
Згідно з переписом 2010 року, у селищі мешкало 5000 осіб у 2064 домогосподарствах у складі 1227 родин. Було 2235 помешкань
Расовий склад населення:
| - 71,3 % — білих - 19,1 % — чорних або афроамериканців - 2,1 % — азіатів - 0,6 % — корінних американців - 3,9 % — осіб інших рас |

До двох чи більше рас належало 3,0 %. Частка іспаномовних становила 10,3 % від усіх жителів.
За віковим діапазоном населення розподілялося таким чином: 22,0 % — особи молодші 18 років, 67,0 % — особи у віці 18—64 років, 11,0 % — особи у віці 65 років та старші. Медіана віку мешканця становила 37,2 року. На 100 осіб жіночої статі у селищі припадало 94,3 чоловіків;  на 100 жінок у віці від 18 років та старших — 90,6 чоловіків також старших 18 років.
Середній дохід на одне домашнє господарство  становив 58 437 доларів США (медіана — 52 661), а середній дохід на одну сім'ю — 68 978 доларів (медіана — 66 500). Медіана доходів становила 44 020 доларів для чоловіків та 40 605 доларів для жінок. За межею бідності перебувало 18,6 % осіб, у тому числі 22,8 % дітей у віці до 18 років та 20,9 % осіб у віці 65 років та старших.
Цивільне працевлаштоване населення становило 2308 осіб. Основні галузі зайнятості: освіта, охорона здоров'я та соціальна допомога — 16,8 %, транспорт — 15,9 %, роздрібна торгівля — 14,7 %.